# مستعمرات سیزده‌گانه

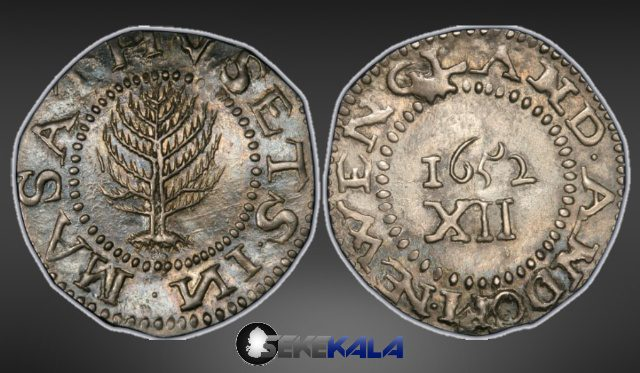
سکه مستعمرات سیزده‌گانه آمریکا. سکه کالا

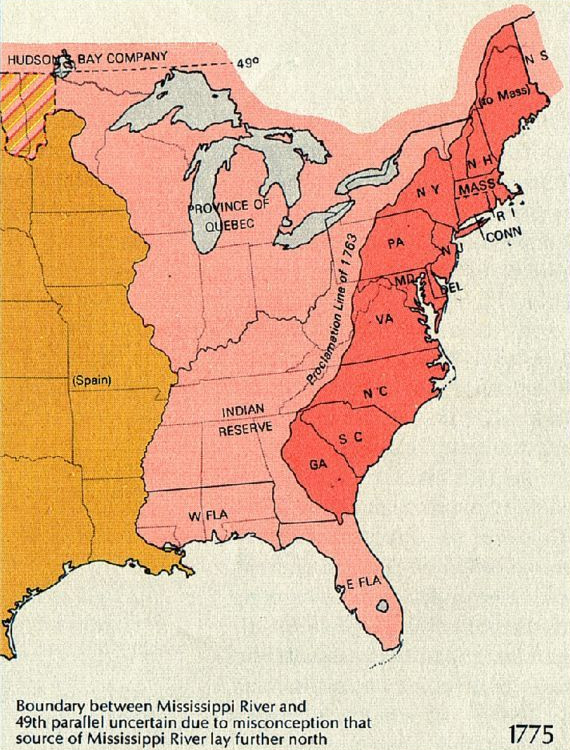
مستعمرات سیزده‌گانه بریتانیا در سال ۱۷۷۵ با رنگ قرمز، دیگر مستعمرات بریتانیا به رنگ صورتی و مستعمرات اسپانیا به رنگ نارنجی نمایش داده شده است.

مستعمرات سیزده‌گانه، که با نام مستعمرات سیزده‌گانهٔ بریتانیا یا سیزده مستعمرهٔ آمریکایی هم شناخته می‌شود، به مستعمرات بریتانیای کبیر در سواحل اقیانوس اطلس در آمریکای شمالی در قرن‌های ۱۷ و ۱۸ میلادی گفته می‌شود. کشور ایالات متحدهٔ آمریکا در سال ۱۷۷۶ بر پایهٔ این مستعمرات بنا شد. سیزده مستعمره دارای سیستم سیاسی، قانون اساسی و سیستم حقوقی مشابهی بودند و اهالی آن‌ها اکثراً انگلیسی‌زبان بودند. این مستعمرات بخشی از دارایی بریتانیا در «جهان نو» بودند که شامل مستعمراتی در کانادا، فلوریدا و کاراییب بود.
جمعیت مستعمرات با کوچ و جابجایی سرخ‌پوستان از ۲۰۰۰ به ۲٬۴ میلیون نفر بین سال‌های ۱۶۲۵ تا ۱۷۷۵ افزایش یافت. این جمعیت شامل جمعیت برده‌داری در مستعمرات ایالات متحده که در تمامی مستعمرات تا جنگ انقلاب آمریکا قانونی به‌شمار می‌رفت بودند. در قرن ۱۸، دولت بریتانیا مستعمرات خود را بر پایهٔ مرکانتیلیسم اداره می‌کرد که در آن دولت مرکزی دارایی‌های خود را بر مبنای منافع اقتصادی‌اش به کار می‌برد.
سیزده مستعمره دارای اختیارات ادارهٔ مستقل خود بوده و انتخابات محلی فعالی داشتند و در برابر خواست لندن برای کنترل بیشتر مقاومت می‌کردند. جنگ فرانسویان و سرخپوستان (۱۷۵۴–۶۳) علیه فرانسه و متحدان سرخ‌پوست آن‌ها تنش‌ها بین بریتانیا و سیزده مستعمره را افزایش داد. در طی دههٔ ۱۷۵۰، مستعمرات به جای اطاعت از بریتانیا آغاز به همکاری با یکدیگر کردند. این همکاری میان مستعمرات حس مشترک آمریکایی بودن را که منجر به حقوق انگلیشمن، به ویژه اصل «نه به مالیات بدون داشتن نماینده» منجر شد. ناراحتی از بریتانیا منجر به انقلاب آمریکا شده که به تشکیل کنگرهٔ قاره‌ای انجامید. در سال‌های (۱۷۷۵–۸۳) مستعمرات با کمک پادشاهی فرانسه و به کمک‌های اندکی از جمهوری هلند و پادشاهی اسپانیا جنگ‌های انقلاب آمریکا را پیش بردند.
مستعمرات سیزده‌گانه تا پیش از استقلال ایالات متحدهٔ آمریکا شامل مناطق زیر بود:
- استان نیوهمشایر به ایالت نیوهمپشایر تبدیل شد.
- استان خلیج ماساچوست به ایالت ماساچوست و ایالت مین تبدیل شد.
- مستعمرهٔ رودآیلند و مزارع پراویدنس به ایالت رودآیلند تبدیل شد.
- مستعمرهٔ کانتیکت به ایالت کانتیکت تبدیل شد
- استان نیویورک به ایالت نیویورک و ایالت ورمانت تبدیل شد.
- استان نیوجرسی به ایالت نیوجرسی تبدیل شد.
- استان پنسیلوانیا به ایالت پنسیلوانیا تبدیل شد.
- مستعمرهٔ دِلاوِر پیش از ۱۷۷۶ به کشور دِلاوِر و سپس به ایالت دلاور تبدیل شد.
- استان مریلند به ایالت مریلند تبدیل شد.
- مستعمرهٔ ویرجینیا به ایالات ویرجینیا، کنتاکی و ویرجینیای غربی تبدیل شد.
- استان کارولینای شمالی به ایالات کارولینای شمالی و تنسی تبدیل شد.
- استان کارولینای جنوبی به ایالت کارولینای جنوبی تبدیل شد.
- استان جورجیا به ایالت جورجیا تبدیل شد.

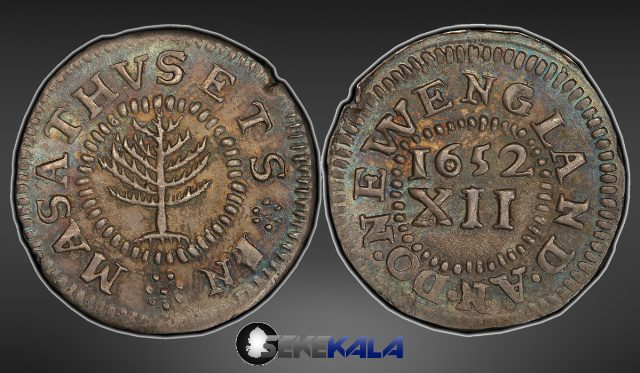
[https://sekekala.com/سکه-های-مستعمرات-سیزده-گانه/ سکه مستعمرات سیزده‌گانه آمریکا

## نگارخانه

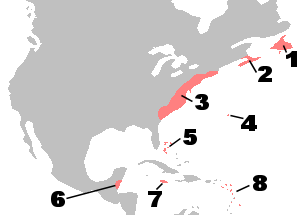
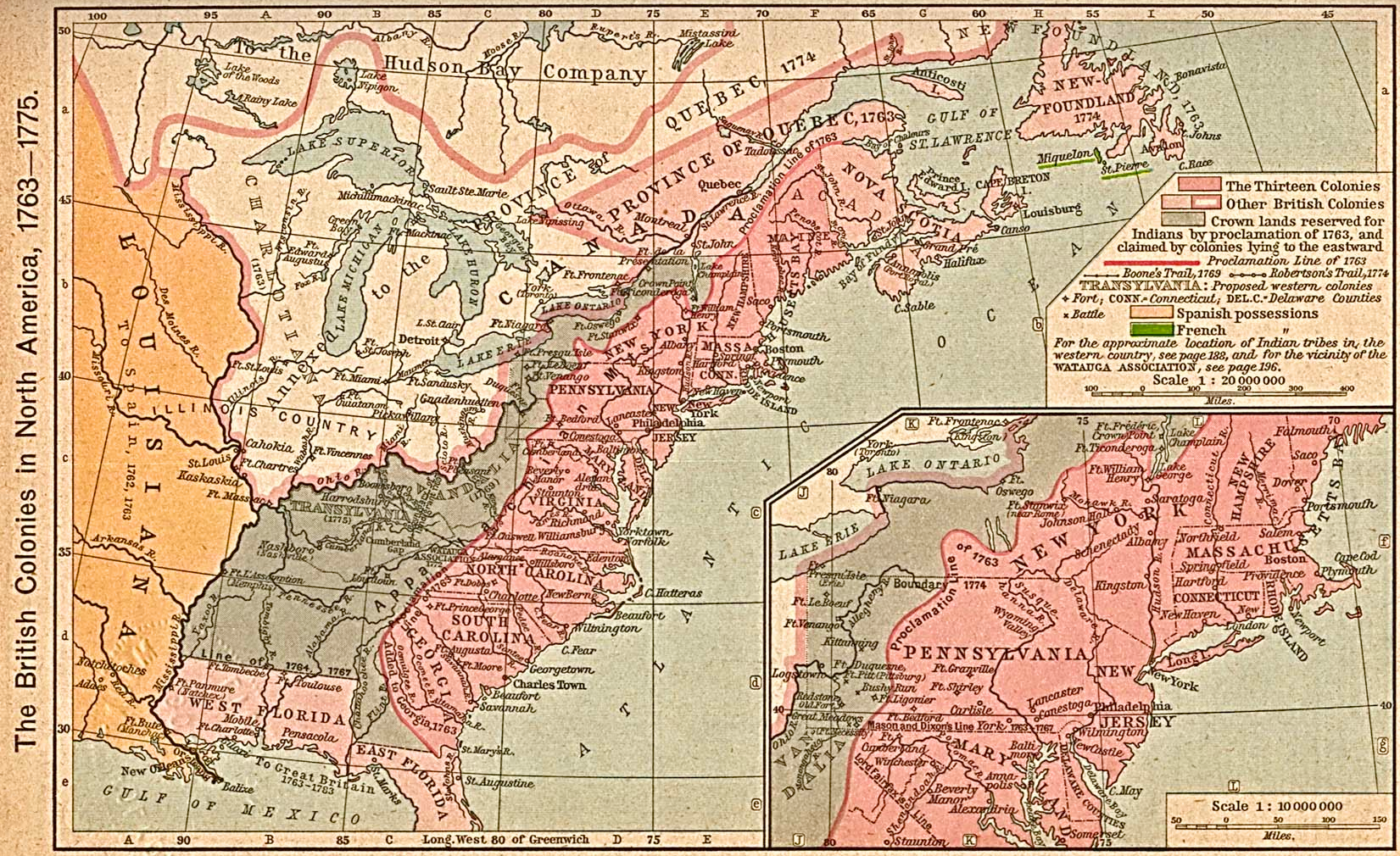